# Končasta mlječika
Končasta mlječika (lat. Euphorbia terracina), trajnica, vrsta mlječike raširene po Mediteranu i Arapskom poluotoku. Raste i u Hrvatskoj, Mađarskoj i Ukrajini.
U Zapadnoj Australiji je strana invazivna vrsta